# Taniec w średniowieczu
W okresie średniowiecza można wyróżnić kilka typów tańca: rytualny, religijny, dworski i epicki.

## Taniec rytualny
Taniec rytualny towarzyszył niektórym ceremoniom religijnym. Najlepiej znane są tradycje z terenów Hiszpanii. Tańce przed Świętym Sakramentem, w dniu Corpus Dei (Bożego Ciała), odbywały się w kościołach Toledo, Walencji czy Sewilli. Tańczono w tym czasie tzw. farsas santas y piadosas (obchody święte i pobożne), były to wczesne odmiany intermezzo wystawiane w kościołach i klasztorach. W hiszpańskiej Galicji tańczono Pela w formie procesji.
Chór chłopięcy w katedrze w Sewilli, zwany Seises, odgrywał regularnie rodzaj świętego baletu. Arcybiskup Don Jaime de Palafax, chciał go zabronić, wtedy chór pod dowództwem dyrygenta pojechał do samego Rzymu, odtańczył swój spektakl przed papieżem Eugeniuszem IV i otrzymał autoryzację na wykonywanie go nadal. Jeszcze w 1439 chór uzyskał przedłużenie tego zezwolenia. Dziś jeszcze w Sewilli, w czasie obchodów Bożego Ciała tańczone są te tańce przed Świętym Sakramentem. Stanowią one fenomen paraliturgii rytualnej.

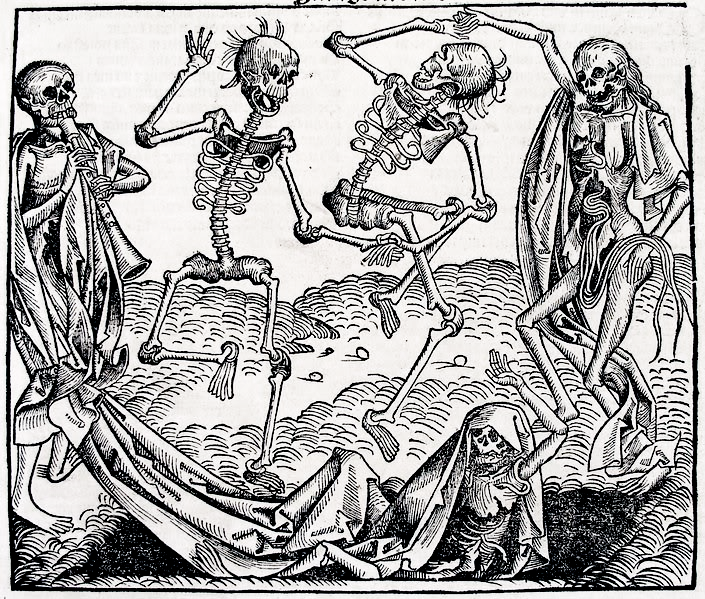
Dance macabre – Hans Holbein

Wśród kleru istniał jednak silny opór przeciw tego rodzaju pobożności, przywodzącej na myśl rytuały pogańskie, szczególnie protestowano przeciw tańcom na cmentarzach, w Kościołach i w czasie procesji. Zakazywano ich wielokrotnie, lecz często bezskutecznie. Pobożność ludowa była silniejsza. Biskupi więc posuwali się do nakładania kar, na winnych wykonywania takich tańców, szczególnie w czasie pogrzebów. Niektórzy historycy wiążą ich istnienie z tradycją tańców śmierci i danse macabre.

## Taniec religijny
Taniec religijny typu (fr.) baladoires lub (wł.) ambulatori stanowi grupę tańców świeckich o wyraźnym zabarwieniu religijnym. We Francji w Prowansji, w 1462 król René d'Anjou, w wigilię Bożego Ciała organizował procesję zwan Lou Gou, rodzaj baletu, bogatego w sceny alegoryczne, mimiczne i tańczone. Sam król komponował do niego muzykę i niektóre pieśni, z tego też powodu nazywano go monarcha poeta. Tradycja ta zachowała się przez trzy wieki.
Sceny alegoryczne entremets i divertissements towarzyszyły wystawnym zabawom i bankietom, na dworach, były wystawiane w przerwach między jednym a drugim daniem. Później zaczęto je nazywać
intermedes i w końcu intermezzi. Znamy opis jednego z takich spektakli na dworze księcia Urbino. Miał następujący scenariusz: faun na skrzydlatym koniu wjeżdżał na czele grupy rycerzy odzianych w zbroje; za nimi wjeżdżali książę i księżna na dwóch osiołkach; dalej grupa postaci mitologicznych, Minerwa, Mars, Pan, Selene, Pluton, Proserpina, otoczeni tańczącymi faunami, nimfami i trytonami, grającymi na fletach, piszczałkach, fujarkach i tamburynach; zamykał pierwszą część orszaku wóz olimpijski z Jowiszem, Junoną, Wenerą, Amorem i Parkami. W drugiej części maszerowali Żydzi tańczący dookoła Złotego Cielca, królowa Saby z dworem, Magowie podążający za gwiazdą zawieszoną na długiej tyczce, za nimi postacie odtwarzające rzeź niewiniątek. Po nich wkraczały postacie z Nowego Testamentu, Jezus z krzyżem na plecach w towarzystwie Apostołów, tancerzy i żołnierzy, i na końcu Śmierć z ogromnym sierpem, która przegania wszystkich.
W Portugalii z okazji kanonizacji świętego Karola Boromeusza, na wiele lat później, bo w 1610, w czasie odbywających się świąt, miała miejsce podobna procesja.
W średniowieczu taniec zajął poczesne miejsce w zabawach związanych z karnawałem, hucznymi fetami ulicznymi, eksplozją powszechnej radości i swobody. Ale taniec wyzwalał także inne zachowania, często patologiczne. W 1373 we Francji i Flandrii rozprzestrzeniła się choroba zwana szałem tańca. Chorzy zrzucali z siebie odzienie, wychodzili na ulicę i ciągle tańcząc i śpiewając przebiegali ulice i place miasta. Brali się za ręce, tworzyli długie korowody i wkraczali do kościoła. W końcu wycieńczeni padali na podłogę. Wkrótce epidemia się rozszerzyła, udzielała się nawet postronnym widzom. Do historii przeszła pod nazwą tańca świętego Jana. W tym czasie powstała także sekta biczowników, którzy w pewnego rodzaju tańcu przemierzali ulice biczując się do krwi.
Wiele lat później w Nowej Anglii, ok. 1800 zrodziła się herezja, którą wyznawali tzw. Jumpers (skoczkowie). Wierzyli, że taniec jest zasadą religijności, dlatego też śpiewając Psalmy tańczyli. Godzinami krążyli, aż do wycieńczenia, padali na ziemię w konwulsjach, poprzez które pragnęli osiągnąć ekstazę. Kronikarze ówcześni opowiadali, że niektórzy z nich zdrowieli po wykonaniu egzorcyzmów.

## Taniec dworski
Taniec dworski był jedną z form spędzania wolnego czasu w środowisku elit społecznych. Początkowo pierwszymi tancerzami byli linoskoczkowie i akrobaci, wywodzący swój rodowód jeszcze z etruskich histrionów. Tancerze na linie byli bardzo popularni i swymi powietrznymi wirtuozeriami zabawiali gości na wielu dworach. Później z nich wywiodą się akrobaci cyrkowi. Obok linoskoczków pojawili się kuglarze i w końcu dość ważna postać nadwornego błazna, który poruszał się najczęściej tanecznym krokiem.
Elity dość szybko z widzów przemieniły się w wykonawców. Zabawy i maskarady stały się na dworach obowiązkowe. Królowie i wielcy tego świata gustowali w tych rozrywkach, stali się wymagający i żądali ciągłych nowości, czasami wręcz posuwali się do nierozwagi i lekkomyślności. Wydany w 1398 przez księżnę di Berry Bal Płonących, zakończył się tragedią. Król Karol VI o mało nie stracił życia, kiedy jego kostium zapalił się przez przypadek. Bal Płonących, został tak nazwany właśnie z tego powodu, że niektórzy jego uczestnicy, poprzebierani w łatwopalne kostiumy, zginęli w płomieniach, podczas wykonywania tańca pochodni. Między nimi byli: Hrabia Jouy, bękart de Foix i kilku innych panów.

## Taniec epicki
Całość zachowanych z okresu średniowiecza tanców składa się dziś z 46 utworów muzycznych, z których 15 pochodzi z Francji, 23 z Włoch, 6 z Anglii i 2 z Czech. Większość z nich to tańce kołowe lub tańce korowodowe. Opisy ich układów choreograficznych są zbyt ubogie by dały się odtworzyć w sposób jednoznaczny. Wyobrażenie o tym jak wyglądały można przybliżyć na podstawie zachowanej ikonografii, głównie kilku fresków, obrazów, miniatur i płaskorzeźb pochodzących z tego okresu. Adam de la Halle w Jeu de Robin i Marion (1283) wymienia taniec (fr.) tress (wł.) tresca. Utwór ten po raz pierwszy był wystawiany na francuskim dworze Karola d'Angio w Neapolu. Później z tańca tresca powstanie toskański trescone. Johannes de Grocheo w swoim traktacie o muzyca wspomina o trzech tańcach: rondzie, estempie i ductii:
Aut enim dicimus cantum aut cantilenam. Cantum autem et cantilenam triplici differentia distinguimus. Aut enim cantum gestualem aut coronatum aut versiculatum et cantilenam aut rotundam aut stantipedem aut ductiam appellamus.
Wśród znanych w średniowieczu tańców są:
- carole
- ductia
- estampie
  - saltarello
  - trotto
  - rotta
- rondo (fr. ronde, łac. rotundus)
- brando (niem. brand, fr. brande)
- ridda (niem. ridan)
- tresca (niem. threskan).

W XII w. we Francji w Prowansji i później w Hiszpanii w Katalonii, pojawiła się pierwsza, prymitywna faranadola, zwana wówczas carole, grupowy taniec pochodzenia ludowego, w którym tancerze trzymali się za ręce tworząc korowody i koła, raz otwarte innym razem zamknięte. Początkowo nie było instrumentów muzycznych i nikt tańczącym nie akompaniował, więc sami sobie podśpiewywali i klaszcząc wybijali rytm. Ten śpiewany akompaniament dał początek słynnym carolom, wspominanym wielokrotnie w średniowiecznych romansach i poematach. Później zaczęto sobie akompaniować na instrumentach strunowych i bębenkach. O tego typu tańcach mówi Thoinot Arbeau w swoim traktacie.